# Закон Остгофа
Закон Остгофа — индоевропейский фонетический закон, согласно которому долгие гласные сокращались перед сочетанием сонорного и смычного согласных. Закон был назван в честь индоевропеиста Германа Остгофа, впервые его сформулировавшего.
Этот закон действовал во всех индоевропейских языках, за исключением индоиранских и тохарских, в которых различие между краткими и долгими дифтонгами сохранилось.
Для древнегреческого языка закон Остгофа представляет собой инновацию, развившуюся независимо от других индоевропейских языков. Для германских языков закон Остгофа скорее всего выполнялся, хотя имеется слишком мало свидетельств, чтобы это можно было надёжно доказать или опровергнуть.

## Примеры
- пра-и.е. *dyḗws «бог неба» > ведич. dyā́us, но др.-греч. Ζεύς;
- пра-и.е. *bʰerHǵós «берёза» > прабалтослав. *bérˀźas > лит. béržas.